# St Pol de Leon (Paul)

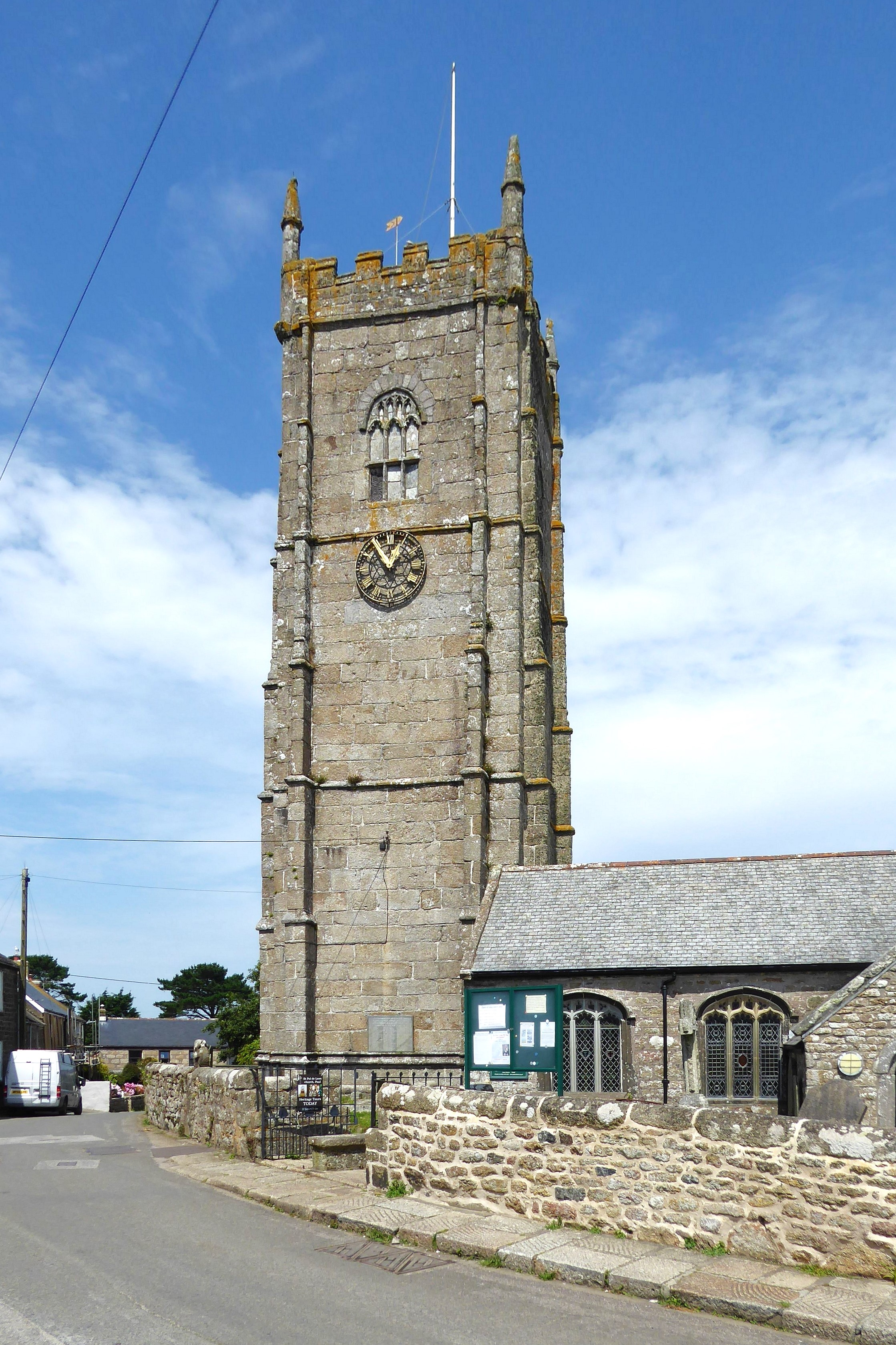
Kirche St Pol de Leon

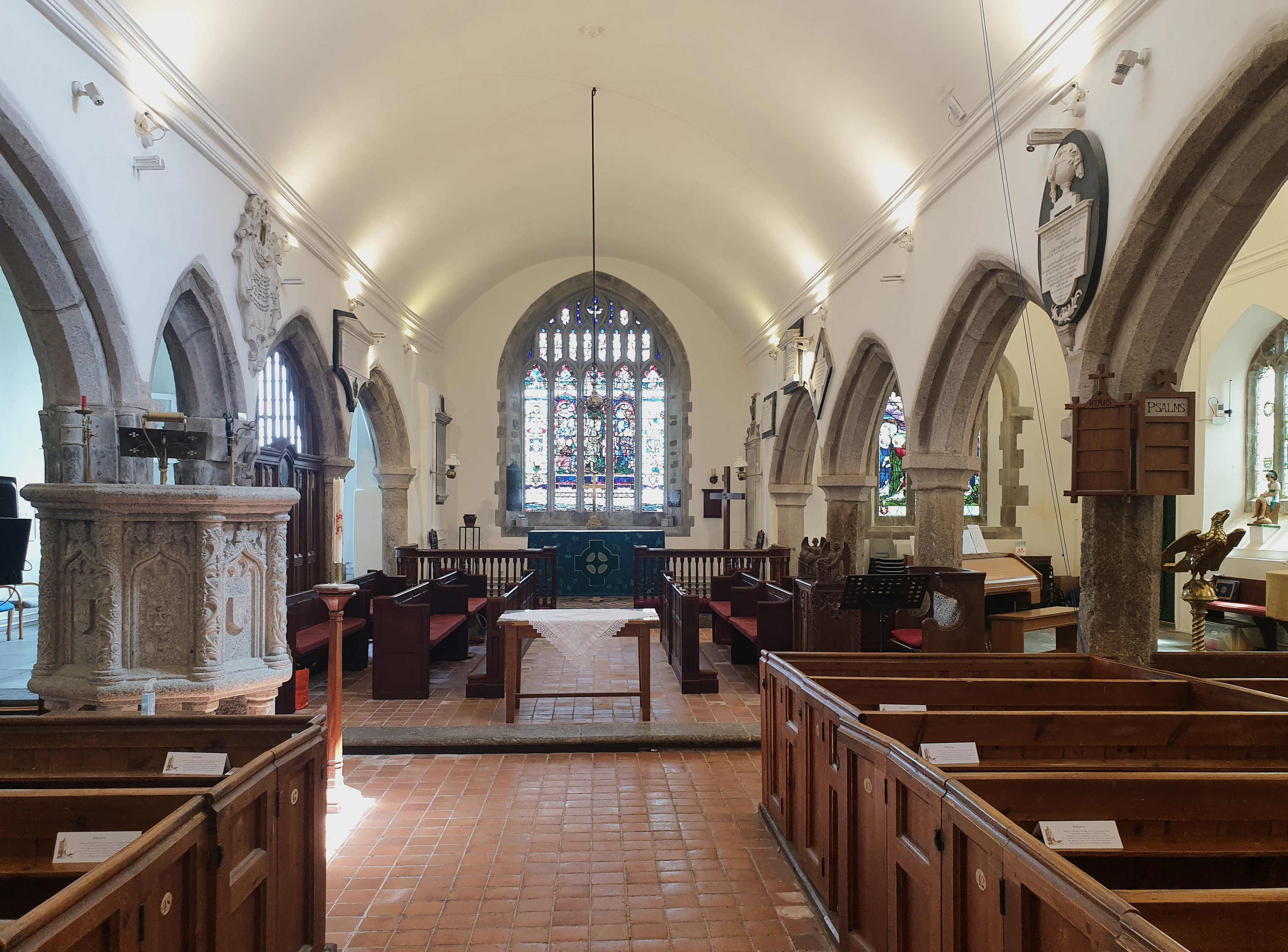
Innenraum, Blick aus dem Langhaus Richtung Chor

St Paul de Leon  ist eine anglikanische Pfarrkirche der Church of England in Paul, einer Gemeinde in der Grafschaft Cornwall in England. Die Kirche ist als Kulturdenkmal der Kategorie Grade I eingestuft.

## Geschichte
Die Kirche mit dem Patrozinium des heiligen Paulinus Aurelianus, der der erste Bischof von Saint-Pol-de-Léon in der Bretagne war, geht im Kern auf das 15. Jahrhundert zurück. Diesem Bauwerk der Gotik ging ein älterer Vorgängerbau voraus, der 1259 zum ersten Mal erwähnt wurde. Die Kirche befand sich im Besitz der Zisterzienserabtei Hailes in Gloucestershire. Am 23. Juli 1595 griffen Truppen von vier spanischen Galeonen die Region um Penzance an und setzten dabei die Kirche von St Paul de Leon in Brand. Der Westturm, die südliche Vorhalle sowie Teile der Seitenschiffmauern blieben erhalten. Um 1600 wurden die Arkaden zum Langhaus und das Dach neu errichtet.
In einer der nördlichen Langhausarkaden sind Teile von brandgeschädigten Pfeilern erhalten. Ein Zuschussantrag an die Incorporated Church Building Society für die Neubestuhlung des Gotteshauses wurde 1862 abgelehnt. Der Architekt J. D. Sedding restaurierte 1875 das Fenstermaßwerk und führte möglicherweise andere Wiederherstellungsarbeiten aus. Das mittelalterliche Patrozinium der Kirche war im 19. Jahrhundert nicht geklärt. Historiker diskutierten eine mögliche Widmung an den heiligen Paulinus von York, während die lokale Tradition mit Paulus Aurelianus einen Heligen mit Herkunft aus Wales bevorzugte. Diese Widmung wurde um 1907 im Rahmen einer Wiederbelebung der kornischen Kultur bestätigt. Nach einem Hausschwammbefall erfolgte unter Leitung von John Philipps und seit 1986 unter David Scott eine grundlegende Erneuerung der Kirche, wobei der Dachstühle, die Schiefer und Dachziegel fast vollständig ersetzt werden mussten. Erneuert wurden auch die weiß gestrichenen Tonnengewölbe aus Gips über dem Mittelschiff und den Seitenschiffen.
Die umgebende Kirchhofmauer sowie ein angelsächsischer Kreuzstein auf der Mauer, der in das 9./10. Jahrhundert datiert wird, sind als Einzelobjekte jeweils als Kulturdenkmäler der Kategorie II eingestuft.